# Восточная Вэй
Восточная Вэй (東魏 — Дун Вэй) — государство, существовавшее в 534—550 годах на территории Северного Китая, в период Нань-бэй чао.
Империя Восточная Вэй возникла в 534 году после распада северокитайского царства Северная Вэй. К этому времени, в результате внутренних смут, правивший на севере императорский род Юань (Тоба) фактически утратил власть, которая сосредоточилась в руках полководца Гао Хуаня (高歡). Император Сяо У-ди выступил против него, но был разбит и вынужден бежать в Гуаньчжун, ставший к тому времени центром империи Западная Вэй. Гао Хуань в том же году возвел на престол Восточной Вэй одного из принцев рода Юань, Юань Шаньцзяня, который стал императором Сяо Цзин-ди (孝靜帝) — первым и единственным императором Восточной Вэй. Однако никакой реальной властью он не обладал. Было организовано несколько кампаний против Западной Вэй, имевших целью воссоединение империи Северная Вэй, однако цель не была достигнута.
В 547 году Гао Хуань умер. Его сыновья, Гао Чэн (高澄) и Гао Ян (高洋) сохранили контроль над императором, но в 550 году Гао Ян низложил Сяо Цзин-ди, провозгласил себя императором, и основал новую империю Ци (известную в истории как Северная Ци).

## Буддийское искусство
Буддийское искусство Восточной Вэй отображало сочетание греко-буддистского влияния Гандхары и Центральной Азии (представлено в парящих фигурах в венках, греческом стиле складок на ткани), вместе с китайскими художественными традициями.

## Император Восточной Вэй
| Посмертное имя (諡號 shìhào)  | Личное имя                          | Годы правления | Эра летоисчисления (年號niánhào) и годы эры                                                                                     |
| ----------------------------- | ----------------------------------- | -------------- | --- |
| Сяо Цзин-ди 孝靜帝 Xiàojìngdì | Юань Шаньцзянь 元善見 Yuán Shànjiàn | 534—550        | - Тяньпин (天平 Tiānpíng) 534—537 - Юаньсян (元象 Yuánxiàng) 538—539 - Синхэ (興和 Xīnghé) 539—542 - Удин (武定 Wǔdìng) 543—550 |